# Dragutin Ćelić
Dragutin Ćelić (19. kolovoza 1962.), hrvatski nogometaš i trener. 
Igrao je u redovima splitskog Hajduka, poznat po neumornom trčanju i velikom zalaganju. Odigrao je više od 400 utakmica za HNK Hajduk. Tri puta je igrao za reprezentaciju Hrvatske Igračku karijeru nastavio u inozemstvu. Igrao je za BSC Hertha Berlin, CZ Jena, Linz i Publikum Celje. Po okončanju igranja, vraća se u Split i preuzima dužnosti u NK Split. U povijesnoj utakmici hrvatske nogometne reprezentacije protiv SAD-a u kojoj je na Maksimiru Hrvatska pobijedila s 2:0, Drago Čelić je igrao punih 90 minuta.
Nakon razlaza s RNK Splitom, preuzima drugoligaša NK Imotski, potom je kratko vodio i NK Mladost iz Prološca. Kao trener još je vodio NK Kamen Ivanbegovina koji klub je iz 2. ŽNL doveo do 3. HNL. Trenirao je još HNK Mosor Zrnovnica i NK Neretva. 
Statistika u Hajduku
| Natjecanje        | Nastupi | Zgoditci |
| ----------------- | ------- | -------- |
| Prvenstvo         | 223     | 22       |
| Kup               | 33      | 5        |
| Superkup          | 0       | 0        |
| Međunarodne       | 28      | 0        |
| Splitski podsavez | 0       | 0        |
| Ukupno            | 284     | 27       |
| Prijateljske      | 133     | 28       |
| Sveukupno         | 417     | 55       |